# Death Track: Возрождение
«Death Track: Возрождение» — компьютерная игра в жанре аркадных боевых гонок. Игра представляет собой ремейк Deathtrack, созданной в 1989 году компанией Dynamix. Во всём мире известна как Death Track: Resurrection. Английская версия обновлена до версии 1.2 и не имеет рекламы МегаФона.

## Сюжет
Действие игры происходит в недалёком будущем, после ядерной катастрофы. В мире царит разруха, торжествуют жестокость и бесчеловечность. Самым популярным шоу на планете становятся гонки на выживание — Death Track. Болиды гонщиков комплектуются не только мощным двигателем, но и самым современным оружием. Долгое время внимание всей планеты приковано к жестокому зрелищу, однако в какой-то момент рейтинги начинают стремительно падать. Многие знаменитые пилоты отказываются участвовать в очередном сезоне, и организаторы вынуждены иметь дело даже с малоизвестными пилотами, одним из которых становится главный герой игры.

## Игровой процесс

### Трассы
Гонки проходят в некогда крупнейших городах мира, пришедших в запустение из-за мировых катаклизмов. В игре можно увидеть Париж, Бангкок, Лондон, Ватикан, Прагу, Нью-Йорк, Москву, Стамбул, Сан-Диего и Токио. Города полуразрушены, безлюдны, но при этом вполне узнаваемы, в том числе благодаря чудом уцелевшим достопримечательностям. Например, в Париже можно увидеть Эйфелеву башню и Триумфальную арку, в Нью-Йорке — Статую Свободы. Некоторые из зданий и сооружений можно разрушать — это повышает рейтинги шоу и приносит игроку дополнительные очки, которые по окончании гонки конвертируются в деньги.

### Автомобили
В игре 10 футуристических болидов, которые различаются по своим ходовым характеристикам. Автомобили можно тюнинговать, улучшая двигатель, коробку передач или броню. Для версии на PlayStation 3 выходило DLC, которое включало в себя одно новое авто - Hari 108.

### Оружие
Игроку доступно 7 видов оружия, при этом одновременно на автомобиль можно установить только 3. Оружие также можно улучшать на деньги, полученные за гонку.

## Игровой движок
В игре, как и во всех остальных проектах компании Skyfallen Entertainment, используется их собственная разработка, движок TheEngine. Этот движок также использовался в играх «Магия крови», «Санитары подземелий», «Не время для драконов», «King’s Bounty: Легенда о рыцаре», «Кодекс войны» и «Князь 3: Новая династия».

## Саундтрек
Музыкальное сопровождение игры было выполнено студией TriHorn Productions при участии студий 1shot (аранжировка и исполнение главной темы) и Gaijin Sound (продюсирование главной темы).

## Рецензии и оценки
| Сводный рейтинг       | Сводный рейтинг |
| Агрегатор             | Оценка          |
| --------------------- | --------------- |
| GameRankings          | 53,87%          |
| Metacritic            | 54/100          |
| MobyRank              | 65/100          |
| Иноязычные издания    |                 |
| Издание               | Оценка          |
| IGN                   | 6,7/10          |
| Русскоязычные издания |                 |
| Издание               | Оценка          |
| Absolute Games        | 75%             |
| PlayGround.ru         | 8/10            |
| «Игромания»           | 6,5/10          |
| «Страна игр»          | 7/10            |

Игра получила средние оценки от критиков. Обозреватель сайта Absolute Games Михаил Калинченков положительно отозвался о графике игры и качественном саундтреке, отметив в качестве минусов небольшую, по его мнению, карьеру и отсутствие мультиплеера.
Александр Яковенко, журналист компьютерного журнала «Лучшие компьютерные игры» в своей рецензии обратил внимание на несколько, на его взгляд, непродуманный и бедный на детали сюжет, а также не совсем удачный геймплей. Кроме прочего, было отмечено отсутствие мультиплеера, как серьёзное упущение. Высокую оценку в его рецензии получила графика, музыкальное оформление и общее впечатление от игры. В рецензии автор сравнил игру с Ex Machina: Arcade и Механоиды, заметив, что Death track взял лучшее из этих игр.
Рецензент сайта PlayGround.ru недостатком игры отметил некоторый дисбаланс сложности и не очень большое количество трасс. Кроме того, так же, как и большинство рецензентов, большим минусом посчитал отсутствие мультиплеера. Из положительных моментов автор отметил «шикарную графику и отличный дизайн» игры, а также качественное звуковое оформление:

Наконец, «фан» умножают музыка и звук. Trihorn Production и Gaijin Sound, работавшие в «Death Track: Возрождение» над этими элементами, снова подтвердили репутацию одних из лучших в России саунд-команд. Заглавная взрывная композиция — идеальный выбор для такой игры: напоминая чем-то сошедшую с ума группу «Плазма», эта вещь, тем не менее, рвет в клочья безмятежное настроение и выполняет роль психованного тренера, который постоянно гонит вас по трассе. Скрежет машин, звуки стрельбы, ухание взрывов и даже голос дикторши в роликах — все сделано идеально.
— 
Игра была номинирована на премию КРИ Awards в рамках КРИ-2008 в номинации Лучшая игровая графика.